# ایرینا هواکیمیان
ایرینا روبنی هواکیمیان (ارمنی: Իրինա Ռուբենի Հովակիմյան؛  زادهٔ ۸ اوت ۱۹۴۵) یک مهندس و اقتصاد اهل ارمنستان است.

## زندگی‌نامه
در ۸ اوت ۱۹۴۵ در گوریس به دنیا آمد و از دانشگاه ملی پلی‌تکنیک ارمنستان فارغ‌التحصیل شد. وی همچنین برنده دانشمند شایسته جمهوری ارمنستان (۲۰۰۷) شده است.

## یادداشت
1. ↑  տնտեսագիտության դոկտոր